# 邱克
邱克（1955年—），女，汉族，中共党员，中华人民共和国教育人物。

## 生平
1982年1月毕业于安徽师范大学滁州分校中文系，获文学学士学位，同年分配至滁州师范专科学校（滁州学院前身）工作。1987年9月至1989年7月，就读于复旦大学国际政治系，获法学学士学位。1993年6月被评为副教授，2003年8月被评为教授。2000年至2004年任滁州师范专科学校校长，2005年1月至2010年9月任滁州学院党委副书记、院长。2010年9月，调任合肥师范学院党委委员、副书记（保留正厅级待遇）。
长期从事高等教育教学和管理工作，主持完成安徽省教育厅重点教研项目和安徽省教育厅人文社科研究重点项目等多项，发表论文20余篇。1991年获“全国普通高校优秀思想政治工作者”称号，2008年获安徽省教学成果一等奖。